# واژان آن در ار
شهر واژان آن در ار  در بخش واژان در ایالت برن در کشور سوئیس واقع شده‌است که ۱٬۹۰۰ نفر  جمعیت دارد.